# Lou Brouillard
Lou Brouillard est un boxeur canadien, né le 23 mai 1911 à Saint-Eugène-de-Guigues (Québec) et mort le 14 septembre 1984 à Taunton (Massachusetts).

## Carrière
Il devient champion du monde des poids welters le 23 octobre 1931 en battant à Boston l'américain Young Jack Thompson mais s'incline dès le combat suivant contre Jackie Fields. Le 9 août 1933, il remporte le titre de champion du monde des poids moyens délivré par la New York State Athletic Commission aux dépens de Ben Jeby, titre qu'il perd deux mois et demi plus tard face à Vince Dundee.

## Distinction
- Lou Brouillard est membre de l'International Boxing Hall of Fame depuis 2006[3].